# Jacques Aubert (médecin)
Pour les articles homonymes, voir Aubert et Jacques Aubert.
Jacques ou Jaques Aubert  né vers 1500 à Laval, dans le Comté de Laval ou à Montoire dans le Vendômois et mort à Lausanne en 1588, est un médecin français. Le Corvaisier indique qu'Ambroise Paré « avait pour contemporains et compatriotes plusieurs excellents médecins, tels qu'étaient Jacques Aubert, qui exerçait avec réputation la médecine à Lausanne, etc.,etc. ».

## Biographie
Le doute de son origine provient de deux références dans la Bibliothèque française de La Croix du Maine:
- à la lettre A: Aubert, natif du pays du Maine, médecin à Lausanne, l'an 1570. Il a écrit quelques traités de médecine, imprimés à Lausanne, chez François Le Preux..
- Plus loin, à la lettre J, La Croix du Maine publie la notice suivante: Jacques Aubert, médecin vendômois. Il a écrit des Natures et Complexions des hommes et d'une chacune partie d'iceux et aussi des signes par lesquels on peut discerner la diversité d'icelles[6].

Il effectue ses études de médecine, probablement à Montpellier. Médecin traditionaliste, adepte de la pensée aristotélicienne, il pratique tout d'abord à Lyon avant de partir pour Genève, Lausanne, Genève à nouveau en 1573, Neuchâtel, avant de s'installer définitivement à Lausanne en 1579. Il  participe à une querelle contre les paracelsistes.